# Jerry Doyle
Jerry Doyle est un acteur et un animateur radio américain, né le 16 juillet 1956 à Brooklyn (New York) et mort le 27 juillet 2016 à Las Vegas (Nevada).

## Biographie
Jerry Doyle est surtout connu en France pour sa participation à la série Babylon 5 dans le rôle du chef de la sécurité Michael Garibaldi.
Engagé au Parti républicain, Jerry Doyle se définissait comme libertarien et a soutenu la candidature de Ron Paul en décembre 2011.

## Filmographie (extrait)
- 1992 : Passager 57
- 1993 : Spacecenter Babylon 5
- 1994–1998 : Babylon 5 (série TV)
- 1996 : Captain Simian & The Space Monkeys (série TV)
- 1998 : The Outsider
- 1998 : Babylon 5: The River of Souls
- 1999 : Babylon 5: A Call to Arms
- 2002 : Devious Beings
- 2002 : Virtual Storm (Storm Watch)
- 2003 : Lost Treasure
- 2003 : The Long Ride Home
- 2004 : Open House
- 2010 : Republic of Doyle, série TV, une suite

## Publication
- (en) Have You Seen My Country Lately? : America's Wake-Up Call, New York, Threshold Editions, 2010, 272 p. (ISBN 978-1-4391-6801-1)